# John Carpenter (Spielshow-Kandidat)
John Carpenter (* 24. Dezember 1967 in Hamden, Connecticut) ist ein US-amerikanischer Angestellter des Internal Revenue Service, der 1999 der erste Gewinner des US-amerikanischen Formats der ursprünglich britischen Quizsendung Who Wants to Be a Millionaire? war. Mit dem Gewinn von einer Million US-Dollar hielt Carpenter den Rekord der höchsten im US-Fernsehen erzielten Spielsumme. Er ist zudem der erste Millionengewinner eines Who-Wants-to-Be-a-Millionaire?-Formats. Durch seinen Sieg wurde Carpenter international bekannt und trat in mehreren Talkshows und Quizsendungen auf.

## Spielablauf
Carpenter nahm am 19. November 1999 bei Who Wants to Be a Millionaire? teil. Bis zur 1-Million-Dollar-Frage hatte er keinen seiner zur Verfügung stehenden Joker genutzt. Die Millionenfrage lautete: „Welcher dieser US-Präsidenten erschien in der Fernsehserie ‚Laugh-In‘? A) Lyndon Johnson, B) Richard Nixon, C) Jimmy Carter, D) Gerald Ford“.
Er wusste auch diesmal die richtige Antwort (B), nutzte jedoch den Telefon-Joker, um seinen Vater zu informieren, dass er dessen Hilfe gar nicht benötige und gleich die Million Dollar gewinnen werde.

## Biografie
John Carpenter wurde 1967 als Sohn von Tom und Gail Carpenter geboren und wuchs in Northampton im US-Bundesstaat Massachusetts auf. Von 1986 bis 1990 studierte er an der Rutgers University. Seit 1991 arbeitet er bei der Bundessteuerbehörde IRS. Er ist seit 1998 verheiratet.
Nach seiner Teilnahme bei der Spielshow hatte Carpenter zahlreiche Auftritte im amerikanischen Fernsehen, etwa bei Saturday Night Live, The Oprah Winfrey Show, Good Morning America und Late Show with David Letterman. Zudem hatte Carpenter einen Gastauftritt bei Oz – Hölle hinter Gittern.
Carpenter fungierte als Co-Autor des 2002 erschienenen Buches Matching Wits with the Million-Dollar Mind: The World’s Hardest Trivia Quizzes from America’s First Quiz Show Millionaire.
In den Jahren 2000 und 2004 nahm John Carpenter an Spezialausgaben von Who Wants to Be a Millionaire? teil. Ferner spielte er bei den Spielshows 1 vs. 100 und Grand Slam mit.